# Спинакер
Спи́накер (англ. spinnaker) — тип паруса, предназначенный для использования на полных курсах, от галфвинда до фордевинда. На яхте используется как дополнительный, в большинстве случаев при поднятом спинакере убирают стаксель. Парус изготовляется из легкой ткани, имеет выпуклую форму и по принципу действия сходен с парашютом.
Спинакер, так же как и геннакер ставится на полных курсах потому, что вымпельный ветер, направленный в корму, не наполняет геную, т.к. она закрыта гротом.

## Связанный такелаж
Поднимают спинакер за фаловый угол. Галсовый и шкотовые углы у спинакера отсутствуют, к углам паруса крепятся брасы, различают наветренный и подветренный брасы (сообразно сторон по отношению к ветру). Иногда брасом называют только наветренный, а подветренный — шкотом. Управлению брасами помогают оттяжки Барбера, или «брасоловки».
Наветренный угол паруса закрепляют с помощью спинакер-гика (или спинакер-реи). Ещё одним вспомогательным элементом управления служит аутригер.

## Управление спинакером
Управление спинакером, а также яхтой, при поднятом спинакере представляет определённую трудность, и является признаком мастерства яхтсмена.

### Постановка
Постановка спинакера осуществляется из парусного мешка — кисы́ или специально выделенного под парус пространства, расположенного на баке лодки. Фал и брасы закрепляют на соответствующих углах паруса, устанавливают спинакер-рей. Резко выбирают фал, контролируя положение шкотовых углов с помощью браса и реи, заставляют спинакер раскрыться и наполниться ветром. Неправильное подсоединение брасов к шкотовым углам при подъёме ведёт к скручиванию спинакера.
Существует еще один способ установки спинакера- ставить от вант. На килевых яхтах ставят у подветренных вант, на швертовых яхтах, устанавливают между мачтой и наветренными вантами. Ставить спинакер у подветренных вант удобнее, т.к. его прикрывает грот, а значит его не раздует преждевременно.

### Управление
Управление спинакером заключается в том, чтобы парус не обезветривался. Управление осуществляется регулировкой положения спинакер-рея и брасов. Оптимальным положением является расположение двух нижних углов спинакера на одном уровне, при максимальном выносе наветреннего браса.
Неправильная работа со спинакером или тяжелые погодные условия могут привести яхту к брочингу.

### Уборка
Снятие спинакера не всегда является простой процедурой, особенно при сильном ветре. Основным правилом при снятии спинакера является его обезветривание, для этого, например, парус прикрывают гротом. Обезветренный спинакер обвисает, и в этом случае возможна его быстрая уборка в штатное место, и по необходимости правильная укладка в кису.
Если спинакер наполнен, то брас при этом туго натянут, и при отсоединении спинакера от браса спинакер-гик может резко отскочить в наветренную сторону. Во избежание травмирования, члены экипажа должны отсоединять брас и находиться только с подветренной стороны спинакер-гика или ниже его.

### Укладка спинакера

#### Первый способ укладки
Раскинутый  спинакер укладывают в мешок, начиная с середины нижней шкаторины, так, чтобы остались торчать из мешка сначала нижние углы паруса, а затем, после укладки оставшейся части, — фаловый  угол. Все три угла осторожно, чтобы не перепутать, укладывают поверх спинакера. Задача матроса, который будет ставить спинакер, — правильно разобрать углы и заложить фал и брасы, не  перепутав их. Очень удобны специальный мешок из жесткой непромокаемой ткани с латами в боковых стенках (чтобы он мог стоять), полиэтиленовое ведро, или коробка подходящей формы. Уложенный в них спинакер можно ставить  легко и без всякой задержки.

#### Второй способ укладки
Разложенный спинакер постепенно, вертикальными складками собирают к центоальному шву , в длинную колбаску. Затем укладывают
змейкой, горизонтальными складками одна на другую в пакет по размеру мешка. При укладке пакета в мешок нужно два нижних угла оставить торчащими из-под пакета, а фаловый угол положить сверху.
На больших яхтах полезно перевязывать собранный в колбаску спинакер тонкой, но крепкой ниткой. Под нитки закладывают линь с узлом или петлей на верхнем конце. Когда спинакер поднят, тянут за линь, он рвет нитки, и спинакер наполняется ветром.

### Глубина спинакера

#### Глубина в верхней части паруса
Глубина спинакера зависит, прежде всего, от раскроя его полос, выполненного изготовителем. В верхней части паруса глубину можно изменять, управляя положением шкотовых углов по высоте.
Если углы поднять, задняя и передняя шкаторины откроются, плечи(верхние части шкаторин)  расправятся врозь. Это прием сделает верхнюю часть паруса более плоским. Если шкотовые углы опустить, то шкаторины натянутся и сблизятся друг с другом.
Таким образом:
- Спинакер-гик выше, значит "пузо" в верхней части меньше.
- Спинакер-гик ниже, значит "пузо" в верхней части больше.

#### Глубина нижней части спинакера
Глубину в нижней части спинакера можно изменить, перемещая точку проводки шкота. Обычно точка проводки расположена в кормовой части лодки, но при применении оттяжки Барбера, закрепленной позади вант, точка проводки шкота переместить вперед.
Со шкотом, проведенным в корму, парус будет более плоским, и подветренная шкаторина откроется. Кренящая сила уменьшится, так как воздушный поток будет обтекать парус с меньшим изгибом. Кроме этого, спинакер окажется дальше от грота, этот прием и сделает воздушный поток более благоприятным для обоих парусов.
При перемещении точки проводки вперед, шкот  будет направлен ниже, для этого используем оттяжку Барбера. Натяжение шкота увеличит глубину паруса и подветренная шкаторина закроется.
Таким образом:
- Если проводка шкота кормовая, значит в нижней части спинакер более плоский и подветренная шкаторина открыта.
- Если проводка шкота носовая, значит в нижней части спинакер более глубокий и подветренная шкаторина закрыта.Примерный вид спинакера с три-радиальным кроем.

## Виды спинакеров
Спинакеры разделяются на симметричные и асимметричные.
По виду покроя спинакеры различают:
- с радиальным покроем. Эти спинакеры отличаются от горизонтальных тем, что засчет вертикального раскроя верхней части паруса, уменьшилось растяжение ткани. Это позволило применять такие спинакеры при более сильных ветрах[8].
- с горизонтальным покроем. Этот вид раскроя положил начало современным спинакерам симметричного типа. У парусов с таким типом раскроя, при усилении ветра, происходит деформация, особенно в верхней части, из за диагональных нагрузок, которые существенно растягивают ткань[8].
- со смешанным радиально-горизонтальным покроем. Такой покрой называют еще Три-радиальный. Парус с ккомбинированым расположением полотнищ отлично держит форму во всех направлениях. Такие Спинакеры пригодны для большинства курсов на различных типах яхт[8].
- со звёздным покроем. Благодаря раскрою, такие Спинакеры работают даже в Бейдевинд. Раскрой полотнищ сориентирован по главным направлениям растяжения. Эти паруса мало деформируютсяпод нагрузкой и сохраняют формы при усилении и порывах ветра[8].
- с три-радиальным покроем

## Факты
- Спинакер — самый большой, привлекающий внимание парус, поэтому его обычно делают ярким и нарядным, на нём стремятся разместить рекламу.
- В 1999 году в Дубае (ОАЭ) был построен роскошный отель Бурдж аль-Араб (Арабская башня), который стоит в море и по форме копирует парус спинакер.
- В 2005 году в Портсмуте построена 170-метровая башня Spinnaker Tower, имитирующая форму паруса. Самое высокое сооружение Великобритании, построенное за пределами Лондона. В настоящее время она стала одним из визуальных символов Портсмута.[9]